# 村田武士
村田 武士（むらた たけし）は、日本の工学者。千葉大学大学院理学研究科教授。

## 主な略歴
- 1995年3月 東京理科大学 基礎工学部生物工学科 卒業
- 1997年3月 東京理科大学大学院 基礎工学研究科修士課程 修了
- 1997年4月 東京理科大学大学院 日本学術振興会特別研究員DC1、PD
- 2000年3月 東京理科大学大学院 基礎工学研究科博士課程 修了
- 2000年9月 日本学術振興会特別研究員PD、MRC postdoctoral fellow
- 2005年4月 理化学研究所 基礎科学特別研究員
- 2006年8月 JST ERATO 岩田ヒト膜受体構造プロジェクト グループリーダー
- 2007年7月 京都大学大学院医学研究科 助教
- 2009年4月 千葉大学大学院理学研究科 特任准教授
- 2013年4月 千葉大学大学院理学研究科 准教授
- 2014年7月 千葉大学大学院理学研究科 教授